# 한국여자프로농구 2003 여름리그
한국여자프로농구 2003 여름리그(스폰서의 이름을 딴 우리금융그룹배 겨울리그라고도 알려진)는 한국여자프로농구의 열 번째 시즌이다. 2003년 7월 10일부터 2003년 9월 11일까지 6개 연고지에서 진행되었다.

## 변경된 점
- 수요일 경기가 없었던 지난 겨울리그와 달리 사스(SARS. 중증급성호흡기증후군) 여파로 무기한 연기된 아시아여자농구선수권 일정에 맞추기 위해 정규리그 내내 휴식일 없이 매일 경기를 벌인다.[1]
- 인텐셔널파울을 새로 도입, 신체 접촉으로 속공에 지장을 주는 경우에는 상대방에게 자유투 1개와 공격권을 주기로 했다.[1]
- 외국인선수와 관련해서는 종전 2명 보유, 1명 출전에서 1명 보유, 1명 출전으로 바꾸는 대신 선수 교체는 제한을 두지 않기로 했다. 다만 플레이오프에 진출한 팀이 플레이오프 탈락이 결정된 팀에서는 용병선수를 데려오지 못하도록 하는 제한규정을 뒀다.[1]

## 정규리그
정규리그는 2003년 7월 10일 개막하였으며, 2003년 8월 27일까지 진행되었다. 우승은 용인 삼성생명 비추미가 차지했다.
| 순위 | 팀                   | 경기 | 승 | 패 | 승차 | 참가 자격 및 강등 |
| ---- | -------------------- | ---- | -- | -- | ---- | ----------------- |
| 1    | 용인 삼성생명 비추미 | 20   | 16 | 4  | —    | 플레이오프 진출   |
| 2    | 부천 신세계 쿨캣     | 20   | 12 | 8  | 4    | 플레이오프 진출   |
| 3    | 춘천 우리은행 한새   | 20   | 12 | 8  | 4    | 플레이오프 진출   |
| 4    | 청주 현대 하이페리온 | 20   | 9  | 11 | 7    | 플레이오프 진출   |
| 5    | 천안 KB 세이버스     | 20   | 9  | 11 | 7    |                   |
| 6    | 인천 금호생명 팰컨스 | 20   | 2  | 18 | 14   |                   |